# Colon, Nebraska
Colon är en ort (village) i Saunders County i Nebraska. Orten har fått namn efter Colon, Michigan. Vid 2010 års folkräkning hade Colon 110 invånare.